# Hortipes luytenae
Hortipes luytenae är en spindelart som beskrevs av Jan Bosselaers och Jean-Claude Ledoux 1998.
Hortipes luytenae ingår i släktet Hortipes och familjen flinkspindlar. Inga underarter finns listade i Catalogue of Life.